# William Sexsmith
William Raymond Sexsmith (23. srpna 1885 — 1943) byl kanadský manitobský politik. Byl členem manitobského zákonodárného shromáždění Legislative Assembly of Manitoba, kde zastupoval konzervativní Progressive Conservative Party of Manitoba od roku 1933 až do své smrti.
Sexsmith se narodil v ontarijském Napanee. Již v mládí se přestěhoval do Manitoby, studoval v Portage La Prairiee. Pracoval jako advokát, působil i jako prezident Canadian Hockey Association a Manitoba Hockey Association, stejně jako prezident společnosti Portage la Prairie Rink Co. Ltd.
Sexsmith byl tajemníkem hospodáře konzervativců ve volebním obvodě Portage la Prairie již pětadvacet let před svým zvolením poslancem.
Poprvé byl zvolen v doplňovacích volbách z 27. listopadu 1933, když porazil nezávislého kanditáta E.A. Gilroye o 236 hlasů. Stejného protivníka porazil i v místních volbách v roce 1936, tentokrát ovšem Gilroy kandidoval za liberální Manitoba Liberal Party. Konzervativci byli v tomto období nejsilnější opoziční stranou.
V roce 1940 konzervativci utvořili spolu s liberály koaliční vládu. Sexsmith se tak stal jedním z poslanců stojících za vládou Johna Brackena, znovuzvolen byl ještě v roce 1941, tentokrát přímo aklamací. Zemřel v roce 1943.